# John Thomas (Footballspieler, 1964)
John Henry Thomas Jr. (* 6. März 1964 in Cincinnati, Ohio) ist ein ehemaliger US-amerikanischer American-Football-Spieler. Er spielte eine Saison auf der Position des Tackles für die New York Jets in der National Football League (NFL).

## NFL
Nachdem Thomas im NFL Draft 1987 nicht ausgewählt worden war, wurde er am 20. August 1987 von den New York Jets verpflichtet. Seinen ersten Einsatz hatte er am 3. Spieltag, bei der 24:38-Niederlage gegen die Dallas Cowboys. Am 11. Oktober 1987 hatte Thomas bei der 0:6-Niederlage gegen die Indianapolis Colts seinen einzigen Auswärtseinsatz. Am 18. Oktober 1987 hatte er seinen letzten Einsatz,  als die Jets die Miami Dolphins mit 38:31 bezwangen. Am 26. Oktober 1987 wurde er von den Jets entlassen.